# Deniz Undav
Deniz Undav (Varel, Alemania, 19 de julio de 1996) es un futbolista alemán que juega de delantero en el VfB Stuttgart de la 1. Bundesliga.

## Trayectoria
En abril de 2020 se anunció que dejaría al SV Meppen al final de la temporada 2019-20. Al terminar su contrato con el SV Meppen, se uniría al Royale Union Saint-Gilloise, con un contrato de tres años.
El 13 de marzo de 2021 se proclamó campeón con el Royale Union Saint-Gilloise de la Segunda División de Bélgica, terminando su temporada con 17 goles en 26 partidos.
En la 15.ª jornada de la temporada 2021-22 de la Primera División de Bélgica, marcó, por primera vez en su carrera, un cuádruple a domicilio en el K.V. Oostende en la goleada de 7-1.

### Brighton & Hove Albion F. C.
El 31 de enero de 2022 se unió al Brighton & Hove Albion F. C. por 6 millones de euros, firmando un contrato de cuatro años y medio. Inmediatamente regresó al Royale Union Saint-Gilloise hasta el final de la temporada 2021-22.
El 2 de agosto de 2023 volvió a ser prestado, esta vez al VfB Stuttgart de su país. A este equipo regresó tras la cesión, después de que ambos clubes acordaran su traspaso, y firmó por tres años.

## Selección nacional
El 23 de marzo de 2024 hizo su debut con la selección de Alemania en un amistoso ante Francia que ganaron por cero a dos.

### Participaciones en Eurocopas
| Copa          | Sede     | Resultado        | Partidos | Goles |
| ------------- | -------- | ---------------- | -------- | ----- |
| Eurocopa 2024 | Alemania | Cuartos de final | 1        | 0     |

## Vida personal
Nació en Alemania en el seno de una familia kurdo-yazidí de cinco hijos del pueblo de Işıklı, situado en el municipio de Viranşehir, en la provincia de Sanliurfa. Su abuelo emigró a Alemania debido a la presión ejercida tras el Golpe de Estado en Turquía de 1980.

## Estadísticas

### Clubes
Actualizado al último partido disputado el 6 de noviembre de 2024.
| Club                              | Div.          | Temporada     | Liga  | Liga  | Liga   | Copas nacionales | Copas nacionales | Copas nacionales | Copas internacionales | Copas internacionales | Copas internacionales | Total | Total | Total  |
| Club                              | Div.          | Temporada     | Part. | Goles | Asist. | Part.            | Goles            | Asist.           | Part.                 | Goles                 | Asist.                | Part. | Goles | Asist. |
| --------------------------------- | ------------- | ------------- | ----- | ----- | ------ | ---------------- | ---------------- | ---------------- | --------------------- | --------------------- | --------------------- | ----- | ----- | ------ |
| TSV Havelse · Alemania            | 4.ª           | 2014-15       | 3     | 0     | 0      | —                | —                | —                | —                     | —                     | —                     | 3     | 0     | 0      |
| TSV Havelse · Alemania            | 4.ª           | 2015-16       | 32    | 16    | 0      | —                | —                | —                | —                     | —                     | —                     | 32    | 16    | 0      |
| TSV Havelse · Alemania            | 4.ª           | 2016-17       | 32    | 16    | 0      | —                | —                | —                | —                     | —                     | —                     | 32    | 16    | 0      |
| TSV Havelse · Alemania            | Total club    | Total club    | 67    | 32    | 0      | 0                | 0                | 0                | 0                     | 0                     | 0                     | 67    | 32    | 0      |
| Eintracht Brunswick II · Alemania | 4.ª           | 2017-18       | 18    | 9     | 0      | —                | —                | —                | —                     | —                     | —                     | 18    | 9     | 0      |
| Eintracht Brunswick II · Alemania | Total club    | Total club    | 18    | 9     | 0      | 0                | 0                | 0                | 0                     | 0                     | 0                     | 18    | 9     | 0      |
| SV Meppen · Alemania              | 3.ª           | 2018-19       | 35    | 6     | 2      | 0                | 0                | 0                | —                     | —                     | —                     | 35    | 6     | 2      |
| SV Meppen · Alemania              | 3.ª           | 2019-20       | 34    | 17    | 10     | 0                | 0                | 0                | —                     | —                     | —                     | 34    | 17    | 10     |
| SV Meppen · Alemania              | Total club    | Total club    | 69    | 23    | 12     | 0                | 0                | 0                | 0                     | 0                     | 0                     | 69    | 23    | 12     |
| Union SG · Bélgica                | 2.ª           | 2020-21       | 26    | 17    | 4      | 3                | 1                | 0                | —                     | —                     | —                     | 29    | 18    | 4      |
| Union SG · Bélgica                | 1.ª           | 2021-22       | 39    | 26    | 12     | 2                | 1                | 0                | —                     | —                     | —                     | 41    | 27    | 12     |
| Union SG · Bélgica                | Total club    | Total club    | 65    | 43    | 16     | 5                | 2                | 0                | 0                     | 0                     | 0                     | 70    | 45    | 16     |
| Brighton & HA F. C. Inglaterra    | 1.ª           | 2022-23       | 21    | 5     | 0      | 8                | 3                | 1                | —                     | —                     | —                     | 29    | 8     | 1      |
| Brighton & HA F. C. Inglaterra    | Total club    | Total club    | 21    | 5     | 0      | 8                | 3                | 1                | 0                     | 0                     | 0                     | 29    | 8     | 1      |
| VfB Stuttgart · Alemania          | 1.ª           | 2023-24       | 30    | 18    | 9      | 3                | 1                | 0                | —                     | —                     | —                     | 33    | 19    | 9      |
| VfB Stuttgart · Alemania          | 1.ª           | 2024-25       | 9     | 5     | 0      | 3                | 1                | 1                | 4                     | 1                     | 0                     | 16    | 7     | 1      |
| VfB Stuttgart · Alemania          | Total club    | Total club    | 39    | 23    | 9      | 6                | 2                | 1                | 4                     | 1                     | 0                     | 49    | 26    | 10     |
| Total carrera                     | Total carrera | Total carrera | 275   | 132   | 37     | 19               | 7                | 2                | 4                     | 1                     | 0                     | 298   | 140   | 39     |

### Hat-tricks
| 1 | 27 de febrero de 2021   | Joseph Marien, Forest | Union SG - Lommel SK           |  | 3 - 2 | Segunda División Belga 2020-21 |
| 2 | 21 de noviembre de 2021 | Diaz Arena, Oostende  | KV Oostende - Union SG         |  | 1 - 7 | Primera División Belga 2021-22 |
| 3 | 11 de marzo de 2022     | Den Dreef, Lovaina    | Oud-Heverlee Leuven - Union SG |  | 1 - 4 | Primera División Belga 2021-22 |
| 4 | 27 de enero de 2024     | MHPArena, Stuttgart   | VfB Stuttgart - RB Leipzig     |  | 5 - 2 | 1.Bundesliga 2023-24           |

## Palmarés

### Títulos nacionales
| Título           | Equipo               | País     | Año     |
| ---------------- | -------------------- | -------- | ------- |
| Segunda División | Union Saint-Gilloise | Bélgica  | 2020-21 |
| Copa de Alemania | VfB Stuttgart        | Alemania | 2024-25 |